# Großer Preis von Bahrain 2007
Der Große Preis von Bahrain 2007 (offiziell 2007 Formula 1 Gulf Air Bahrain Grand Prix) fand am 15. April auf dem Bahrain International Circuit in as-Sakhir statt und war das dritte Rennen der Formel-1-Weltmeisterschaft 2007.

## Berichte

### Hintergrund
Nach dem Großen Preis von Malaysia führte Fernando Alonso in der Fahrerwertung mit zwei Punkten vor Kimi Räikkönen und mit vier Punkten vor Lewis Hamilton. In der Konstrukteurswertung führte McLaren-Mercedes mit neun Punkten vor Ferrari und mit 22 Punkten vor BMW Sauber.
Mit Alonso (zweimal) trat ein ehemaliger Sieger zu diesem Grand Prix an.

### Training
Im ersten freien Training fuhr Räikkönen mit 1:33,162 Minuten die schnellste Runde vor Felipe Massa und Hamilton.
Im zweiten freien Training fuhr Räikkönen mit 1:33,527 Minuten erneut Bestzeit. Zweiter wurde Hamilton, Robert Kubica Dritter. In der Boxengasse kam es zu einer gefährlichen Situation, als ein Mann vom Kommandostand zur Box rannte. David Coulthard konnte nur durch hartes Bremsen einen Zusammenstoß verhindern.
Im letzten freien Training wurde Hamilton mit 1:32,543 Minuten Erster vor Räikkönen und Nick Heidfeld.

### Qualifikation
Das Qualifying bestand aus drei Teilen mit einer Nettolaufzeit von 45 Minuten. Im ersten Qualifying-Segment (Q1) hatten die Fahrer 18 Minuten Zeit, um sich für das Rennen zu qualifizieren. Alle Fahrer, die im ersten Abschnitt eine Zeit erzielten, die maximal 107 Prozent der schnellsten Rundenzeit betrug, qualifizierten sich für den Grand Prix. Die besten 16 Fahrer erreichten den nächsten Teil. Massa fuhr mit 1:32,446 Minuten die beste Rundenzeit. Die beiden Spyker, beide Toro Rosso, Coulthard und Takuma Satō schieden aus.
Im zweiten Qualifikationsabschnitt (Q2) war erneut Massa mit 1:31,359 Minuten Schnellster. Die beiden Honda, Ralf Schumacher, Anthony Davidson, Heikki Kovalainen und Alexander Wurz schieden aus.
Im letzten Qualifikationsabschnitt (Q3) fuhr Massa mit 1:32,652 Minuten wiederum schnellste Runde und sicherte sich so seine fünfte Pole-Position. Zweiter wurde Hamilton vor Räikkönen.

### Rennen
Am Start blieb Massa vor Hamilton an der Spitze, Alonso konnte Räikkönen überholen. Die BMW-Sauber-Piloten blieben dahinter. Giancarlo Fisichella, Mark Webber, Kovalainen, Wurz und Davidson blieben in den Top 12. Nico Rosberg und Schumacher fielen bereits in der ersten Runde weit zurück, Rosberg auf 12, Schumacher auf 17 hinter Coulthard.
Ein Dreher von Jenson Button führte zu Unfällen, bei denen er selbst und Scott Speed ausschieden. Adrian Sutil fuhr sich dabei den Frontflügel ab und musste zur Reparatur an die Box. Die vielen Wrackteile auf der Strecke führten zu einer Safety-Car-Phase, die bis in Runde vier dauerte.
Vitantonio Liuzzi erhielt in Runde neun eine Durchfahrtsstrafe wegen Überholens unter einem Safety-Car. In Runde 26 gab er dann mit Hydraulikproblemen auf. Satō fiel in Runde 34 mit Motorschaden aus, wie auch Teamkollege Davidson in Runde 51. Coulthard musste wegen eines Schadens der Antriebswelle in Runde 36 aufgeben, Webber wegen Getriebeschadens in Runde 41.
Nach dem Restart gelang es Rosberg Davidson zu überholen, er war nun Zwölfter. Er lag hinter Wurz, der seinerseits nah an Trulli war. Coulthard kam stetig nach vorn. Zusammen mit den Renault bildete sich zwischen diesen sechs Fahrern ein harter Kampf um die Plätze über das gesamte Rennen.
Vorne konnten Massa und Hamilton sich von Alonso und Räikkönen absetzen. Räikkönen lag dicht hinter Alonso, hatte aber Probleme, sein driftendes Fahrzeug auf der Strecke zu halten, was ein Überholen vereitelte. Auch Hamilton vermied es Massa anzugreifen, obwohl er dicht an ihm dran war.

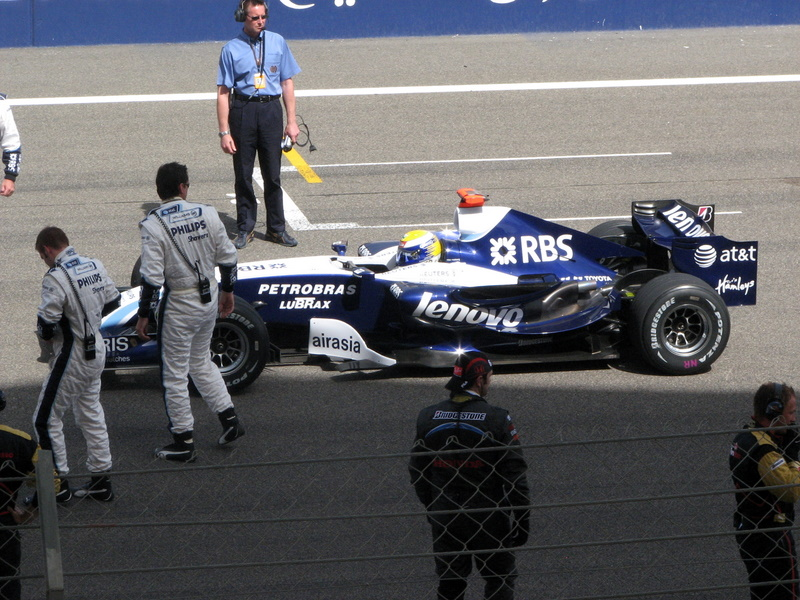
Nico Rosberg im Williams

In der 18. Runde gab es die ersten regulären Boxenstopps (Coulthard, Wurz und Schumacher). In Runde 19 kam Hamilton an die Box, in der 21. Massa, Alonso in der 22., Räikkönen und Heidfeld schließlich in Runde 23. Räikkönen konnte durch seinen späteren Stopp Alonso überholen, der nach einer kurzen Schwächephase schließlich von Heidfeld überholt wurde. Coulthard konnte an Webber und Fisichella vorbeigehen, fiel kurz darauf jedoch aus. Fisichella gelang es trotz Drucks nicht mehr, Jarno Trulli zu überholen.

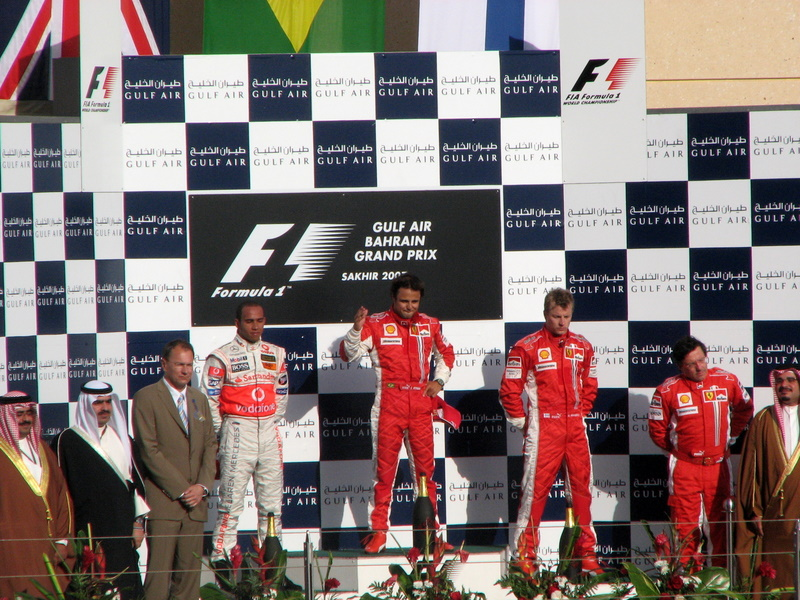
Das Podium (von links nach rechts: Lewis Hamilton, Felipe Massa, Kimi Räikkönen)

Massa war der erste der vier Spitzenfahrer, der zu seinem zweiten Boxenstopp kam (Runde 40). Sein Vorsprung betrug zehn Sekunden auf Hamilton. Räikkönen stoppte in Runde 41, Hamilton in Runde 42. In der Folge konnte Räikkönen Hamilton nicht mehr überholen.

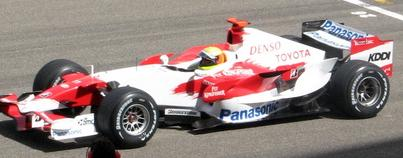
Ralf Schumacher beendete das Rennen auf dem zwölften Platz

In der Schlussphase konnte Hamilton seinen Rückstand auf Massa noch auf 2,3 Sekunden verkürzen, blieb jedoch Zweiter vor Räikkönen, Heidfeld, Alonso, Kubica, Trulli und Fisichella. Massa gewann sein drittes Formel-1-Rennen. Hamilton landete in seiner ersten Formel-1-Saison zum dritten Mal in seinem dritten Rennen auf dem Podium.
Sowohl in der Fahrer- als auch in der Konstrukteurswertung blieben die ersten drei Positionen unverändert. Alonso, Räikkönen und Hamilton hatten jeweils 22 Punkte.

## Meldeliste
| Team                        | Nr. | Fahrer               | Chassis           | Motor                | Reifen |
| --------------------------- | --- | -------------------- | ----------------- | -------------------- | ------ |
| Vodafone McLaren Mercedes   | 01  | Fernando Alonso      | McLaren MP4-22    | Mercedes-Benz 2.4 V8 | B      |
| Vodafone McLaren Mercedes   | 02  | Lewis Hamilton       | McLaren MP4-22    | Mercedes-Benz 2.4 V8 | B      |
| ING Renault F1 Team         | 03  | Giancarlo Fisichella | Renault R27       | Renault 2.4 V8       | B      |
| ING Renault F1 Team         | 04  | Heikki Kovalainen    | Renault R27       | Renault 2.4 V8       | B      |
| Scuderia Ferrari Marlboro   | 05  | Felipe Massa         | Ferrari F2007     | Ferrari 2.4 V8       | B      |
| Scuderia Ferrari Marlboro   | 06  | Kimi Räikkönen       | Ferrari F2007     | Ferrari 2.4 V8       | B      |
| Honda Racing F1 Team        | 07  | Jenson Button        | Honda RA107       | Honda 2.4 V8         | B      |
| Honda Racing F1 Team        | 08  | Rubens Barrichello   | Honda RA107       | Honda 2.4 V8         | B      |
| BMW Sauber F1 Team          | 09  | Nick Heidfeld        | BMW Sauber F1.07  | BMW 2.4 V8           | B      |
| BMW Sauber F1 Team          | 10  | Robert Kubica        | BMW Sauber F1.07  | BMW 2.4 V8           | B      |
| Panasonic Toyota Racing     | 11  | Ralf Schumacher      | Toyota TF107      | Toyota 2.4 V8        | B      |
| Panasonic Toyota Racing     | 12  | Jarno Trulli         | Toyota TF107      | Toyota 2.4 V8        | B      |
| Red Bull Racing             | 14  | David Coulthard      | Red Bull RB3      | Renault 2.4 V8       | B      |
| Red Bull Racing             | 15  | Mark Webber          | Red Bull RB3      | Renault 2.4 V8       | B      |
| AT&T Williams               | 16  | Nico Rosberg         | Williams FW29     | Toyota 2.4 V8        | B      |
| AT&T Williams               | 17  | Alexander Wurz       | Williams FW29     | Toyota 2.4 V8        | B      |
| Scuderia Toro Rosso         | 18  | Vitantonio Liuzzi    | Toro Rosso STR-02 | Ferrari 2.4 V8       | B      |
| Scuderia Toro Rosso         | 19  | Scott Speed          | Toro Rosso STR-02 | Ferrari 2.4 V8       | B      |
| Etihad Aldar Spyker F1 Team | 20  | Adrian Sutil         | Spyker F8-VII     | Ferrari 2.4 V8       | B      |
| Etihad Aldar Spyker F1 Team | 21  | Christijan Albers    | Spyker F8-VII     | Ferrari 2.4 V8       | B      |
| Super Aguri F1 Team         | 22  | Takuma Satō          | Super Aguri SA07  | Honda 2.4 V8         | B      |
| Super Aguri F1 Team         | 23  | Anthony Davidson     | Super Aguri SA07  | Honda 2.4 V8         | B      |

## Klassifikation

### Qualifying
| Pos. | Fahrer               | Konstrukteur       | Q1       | Q2       | Q3       | Start |
| ---- | -------------------- | ------------------ | -------- | -------- | -------- | ----- |
| 01   | Felipe Massa         | Ferrari            | 1:32,446 | 1:31,359 | 1:32,652 | 01    |
| 02   | Lewis Hamilton       | McLaren-Mercedes   | 1:32,583 | 1:31,732 | 1:32,935 | 02    |
| 03   | Kimi Räikkönen       | Ferrari            | 1:33,164 | 1:31,812 | 1:33,131 | 03    |
| 04   | Fernando Alonso      | McLaren-Mercedes   | 1:33,052 | 1:32,214 | 1:33,192 | 04    |
| 05   | Nick Heidfeld        | BMW Sauber         | 1:33,167 | 1:32,154 | 1:33,404 | 05    |
| 06   | Robert Kubica        | BMW Sauber         | 1:33,351 | 1:32,292 | 1:33,710 | 06    |
| 07   | Giancarlo Fisichella | Renault            | 1:33,559 | 1:32,889 | 1:34,056 | 07    |
| 08   | Mark Webber          | Red Bull-Renault   | 1:33,499 | 1:32,808 | 1:34,106 | 08    |
| 09   | Jarno Trulli         | Toyota             | 1:33,221 | 1:32,429 | 1:34,154 | 09    |
| 10   | Nico Rosberg         | Williams-Toyota    | 1:33,352 | 1:32,815 | 1:34,399 | 10    |
| 11   | Alexander Wurz       | Williams-Toyota    | 1:33,762 | 1:32,915 | –        | 11    |
| 12   | Heikki Kovalainen    | Renault            | 1:33,470 | 1:32,935 | –        | 12    |
| 13   | Anthony Davidson     | Super Aguri-Honda  | 1:33,302 | 1:33,082 | –        | 13    |
| 14   | Ralf Schumacher      | Toyota             | 1:33,926 | 1:33,294 | –        | 14    |
| 15   | Rubens Barrichello   | Honda              | 1:33,779 | 1:33,624 | –        | 15    |
| 16   | Jenson Button        | Honda              | 1:33,970 | 1:33,731 | –        | 16    |
| 17   | Takuma Satō          | Super Aguri-Honda  | 1:33,987 | –        | –        | 17    |
| 18   | Vitantonio Liuzzi    | Toro Rosso-Ferrari | 1:34,027 | –        | –        | 18    |
| 19   | Scott Speed          | Toro Rosso-Ferrari | 1:34,336 | –        | –        | 19    |
| 20   | Adrian Sutil         | Spyker-Ferrari     | 1:35,283 | –        | –        | 20    |
| 21   | David Coulthard      | Red Bull-Renault   | 1:35,344 | –        | –        | 21    |
| 22   | Christijan Albers    | Spyker-Ferrari     | 1:35,536 | –        | –        | 22    |

### Rennen
| Pos. | Fahrer               | Konstrukteur       | Runden | Stopps | Zeit        | Start | Schnellste Runde |
| ---- | -------------------- | ------------------ | ------ | ------ | ----------- | ----- | ---------------- |
| 01   | Felipe Massa         | Ferrari            | 57     | 2      | 1:33:27,515 | 01    | 1:34,067 (42.)   |
| 02   | Lewis Hamilton       | McLaren-Mercedes   | 57     | 2      | + 2,360     | 02    | 1:34,270 (18.)   |
| 03   | Kimi Räikkönen       | Ferrari            | 57     | 2      | + 10,839    | 03    | 1:34,357 (39.)   |
| 04   | Nick Heidfeld        | BMW Sauber         | 57     | 2      | + 13,831    | 05    | 1:34,470 (38.)   |
| 05   | Fernando Alonso      | McLaren-Mercedes   | 57     | 2      | + 14,426    | 04    | 1:34,420 (46.)   |
| 06   | Robert Kubica        | BMW Sauber         | 57     | 2      | + 45,529    | 06    | 1:34,819 (46.)   |
| 07   | Jarno Trulli         | Toyota             | 57     | 2      | + 1:21,371  | 09    | 1:35,153 (40.)   |
| 08   | Giancarlo Fisichella | Renault            | 57     | 2      | + 1:21,701  | 07    | 1:35,200 (51.)   |
| 09   | Heikki Kovalainen    | Renault            | 57     | 2      | + 1:29,411  | 12    | 1:35,475 (27.)   |
| 10   | Nico Rosberg         | Williams-Toyota    | 57     | 2      | + 1:29,916  | 10    | 1:35,556 (51.)   |
| 11   | Alexander Wurz       | Williams-Toyota    | 56     | 2      | + 1 Runde   | 11    | 1:35,992 (27.)   |
| 12   | Ralf Schumacher      | Toyota             | 56     | 2      | + 1 Runde   | 14    | 1:35,845 (37.)   |
| 13   | Rubens Barrichello   | Honda              | 56     | 2      | + 1 Runde   | 15    | 1:35,842 (50.)   |
| 14   | Christijan Albers    | Spyker-Ferrari     | 55     | 2      | + 2 Runden  | 22    | 1:37,184 (40.)   |
| 15   | Adrian Sutil         | Spyker-Ferrari     | 53     | 3      | + 4 Runden  | 20    | 1:36,772 (45.)   |
| 16   | Anthony Davidson     | Super Aguri Honda  | 51     | 2      | DNF         | 13    | 1:36,111 (27.)   |
| –    | Mark Webber          | Red Bull-Renault   | 41     | 2      | DNF         | 08    | 1:35,705 (37.)   |
| –    | David Coulthard      | Red Bull-Renault   | 36     | 2      | DNF         | 21    | 1:35,384 (34.)   |
| –    | Takuma Satō          | Super Aguri-Honda  | 34     | 2      | DNF         | 17    | 1:36,359 (23.)   |
| –    | Vitantonio Liuzzi    | Toro Rosso-Ferrari | 26     | 3      | DNF         | 18    | 1:35,723 (23.)   |
| –    | Jenson Button        | Honda              | 0      | 0      | DNF         | 16    | –                |
| –    | Scott Speed          | Toro Rosso-Ferrari | 0      | 0      | DNF         | 19    | –                |

## WM-Stände nach dem Rennen
Die ersten acht des Rennens bekamen 10, 8, 6, 5, 4, 3, 2 bzw. 1 Punkt(e).

### Fahrerwertung
| Pos. | Fahrer               | Konstrukteur     | Punkte |
| ---- | -------------------- | ---------------- | ------ |
| 01   | Fernando Alonso      | McLaren-Mercedes | 22     |
| 02   | Kimi Räikkönen       | Ferrari          | 22     |
| 03   | Lewis Hamilton       | McLaren-Mercedes | 22     |
| 04   | Felipe Massa         | Ferrari          | 17     |
| 05   | Nick Heidfeld        | BMW Sauber       | 15     |
| 06   | Giancarlo Fisichella | Renault          | 8      |
| 07   | Jarno Trulli         | Toyota           | 4      |
| 08   | Robert Kubica        | BMW Sauber       | 3      |
| 09   | Nico Rosberg         | Williams-Toyota  | 2      |
| 10   | Heikki Kovalainen    | Renault          | 1      |
| 11   | Ralf Schumacher      | Toyota           | 1      |

| Pos. | Fahrer             | Konstrukteur       | Punkte |
| ---- | ------------------ | ------------------ | ------ |
| 12   | Alexander Wurz     | Williams-Toyota    | 0      |
| 13   | Mark Webber        | Red Bull-Renault   | 0      |
| 14   | Rubens Barrichello | Honda              | 0      |
| 15   | Takuma Satō        | Super Aguri-Honda  | 0      |
| 16   | Jenson Button      | Honda              | 0      |
| 17   | Vitantonio Liuzzi  | Toro Rosso-Ferrari | 0      |
| 18   | Scott Speed        | Toro Rosso-Ferrari | 0      |
| 19   | Christijan Albers  | Spyker-Ferrari     | 0      |
| 20   | Adrian Sutil       | Spyker-Ferrari     | 0      |
| 21   | Anthony Davidson   | Super Aguri-Honda  | 0      |
| –    | David Coulthard    | Red Bull-Renault   | 0      |

### Konstrukteurswertung
| Pos. | Konstrukteur     | Punkte |
| ---- | ---------------- | ------ |
| 01   | McLaren Mercedes | 44     |
| 02   | Ferrari          | 39     |
| 03   | BMW Sauber       | 18     |
| 04   | Renault          | 9      |
| 05   | Toyota           | 5      |
| 06   | Williams-Toyota  | 2      |

| Pos. | Konstrukteur       | Punkte |
| ---- | ------------------ | ------ |
| 07   | Red Bull-Renault   | 0      |
| 08   | Honda              | 0      |
| 09   | Super Aguri-Honda  | 0      |
| 10   | Toro Rosso-Ferrari | 0      |
| 11   | Spyker-Ferrari     | 0      |